# Kamal Hachkar
Kamal Hachkar (en arabe : كمال هشكار, et en tamazight : ⴽⴰⵎⴰⵍ ⵀⴰⵛⴽⴰⵔ) est un réalisateur franco-marocain né le 25 février 1977 à Tinghir, au Maroc.

## Biographie
Né à Tinghir de parents amazighs de confession musulmane, Kamal Hachkar quitte à l'âge de six mois son pays natal avec sa mère pour la France, où travaille son père comme ouvrier depuis 1968. Son enfance est jalonnée par des vacances estivales à Tinghir. C'est de cette vie d'immigré dont il a tiré tendresse et solidarité vis-à-vis des exilés et des déracinés en général.
Il obtient une maîtrise d'histoire médiévale des mondes musulmans à la Sorbonne. En 2005, il passe son certificat d'aptitude au professorat de l'enseignement du second degré et devient enseignant,.
En 2013, il réalise son premier documentaire, Tinghir-Jérusalem : Les Échos du mellah, qui traite de la vie et la cohabitation de familles berbères musulmanes et juives dans la ville de Tinghir au temps du protectorat français au Maroc. Le film engendre une polémique au Maroc, étant critiqué d'abord par islamistes, et le « Parti justice et développement », qui y voit une invitation à la normalisation des relations entre Israël et le Maroc ; ensuite par Kalid Soufiani, le coordinateur du Groupe d’action et de soutien à l’Irak et la Palestine, qui accuse son auteur de vouloir normaliser les relations avec Israël". Kamal Hachkar, tel qu'il l'a conçu, y voit notamment une présentation d'une facette du Maroc pluriel ; il a par ailleurs reçu plusieurs prix, dont celui du Festival national marocain du film.

## Filmographie
- 2013 : Tinghir-Jérusalem : Les Échos du mellah[9]
- 2019 : Dans tes yeux, je vois mon pays

## Distinctions
| Festival                                                           | Date | Catégorie                                              | Type de distinction |
| ------------------------------------------------------------------ | ---- | ------------------------------------------------------ | ------------------- |
| Festival international du film sur les droits humains de Rabat     | 2012 | Grand Prix Driss Benzekri du meilleur film             | Lauréat             |
| Festival Medimed de Barcelone                                      | 2012 | Prix Ahmed Attia pour le dialogue des cultures         | Lauréat             |
| Festival Jewish Eye d'Ashkelon                                     | 2012 | Prix du meilleur documentaire                          | Lauréat             |
| Festival national du film de Tanger                                | 2013 | Prix de la première œuvre                              | Lauréat             |
| Festival international du cinéma et de la mémoire commune de Nador | 2013 | Grand prix du meilleur documentaire                    | Lauréat             |
| Festival international du cinéma et de la mémoire commune de Nador | 2013 | Prix presse locale et public                           | Lauréat             |
| Festival international du film berbère de Paris                    | 2013 | Prix du meilleur documentaire                          | Lauréat             |
| Festival international du film oriental de Genève                  | 2013 | Mention de soutien                                     | Lauréat             |
| Festival Lumières d'Afrique                                        | 2013 | Grand Prix Eden du documentaire                        | Lauréat             |
| Festival international du film de Valladolid                       | 2013 | Sélection « Tiempo de Historia »                       | Nomination          |
| Festival du film sépharade de New York                             | 2015 | Pomegranate Awards for Sephardi Excellence in the Arts | Lauréat             |